# Georg Wolfgang thoe Schwartzenberg en Hohenlansberg (1691-1738)
Georg Wolfgang thoe Schwartzenberg en Hohenlansberg (Leeuwarden, 25 juli 1691 - aldaar, 28 december 1738) was een Nederlands bestuurder.

## Biografie
Thoe Schwartzenberg en Hohenlansberg was een zoon van Wilco Holdinga thoe Schwartzenberg en Hohenlansberg (1664-1704), grietman van Barradeel, en Fedt Sophia van Goslinga (1666-1727). Georg Wolfgang was lid van de familie Thoe Schwartzenberg en Hohenlansberg. Hij werd in Leeuwarden gedoopt op 29 juli 1691. Hij bracht zijn jeugd door in Leeuwarden en op de Eysinga State in Rinsumageest. Georg Wolfgang werd in 1697 aangesteld tot tonneboeier van Friesland (i.e. toezichthouder op het zekeren van tonnen op schepen). In 1703 volgde hij zijn vader op als grietman van Barradeel. Gedurende zijn studietijd werd het grietmanschap echter waargenomen door een ander. In 1713 werd hij aangesteld als grietman van Dantumadeel. In dit ambt volgde hij Tjaerd van Aylva op, de tweede man van zijn grootmoeder.
In 1723 erfde Georg Wolfgang een grote nalatenschap van zijn achternicht, Isabella Susanne thoe Schwartzenberg en Hohenlansberg. Hiertoe behoorde onder meer het Amelandshuis in Leeuwarden, de state Groot Terhorne in Beetgum en ongeveer 600 hectare in Menaldumadeel. Het grietmanschap van Dantumadeel stond Georg Wolfgang in 1725 af ten gunste van zijn broer, Michael Onuphrius thoe Schwartzenberg en Hohenlansberg. Zelf vertrok hij in dat jaar naar Voorburg. Vervolgens werd hij in 1729 aangesteld als grietman van Menaldumadeel. Hij vestigde zich met zijn vrouw op de state Groot Terhorne, al blijken ze ook op de Eysinga State in Rinsumageest verbleven te hebben. Thoe Schwartzenberg en Hohenlansberg overleed in 1738 in Leeuwarden en werd begraven in de grafkelder in de Sint-Martinuskerk van Beetgum.

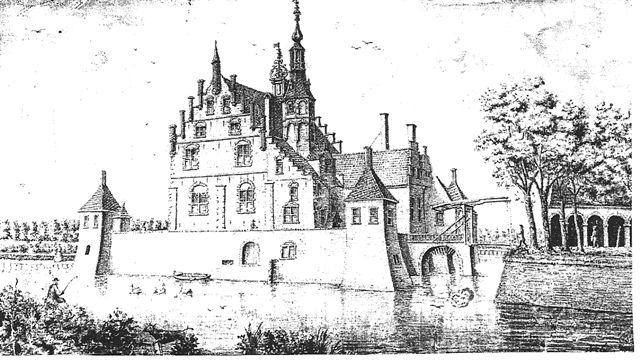
Groot Terhorne in Beetgum.
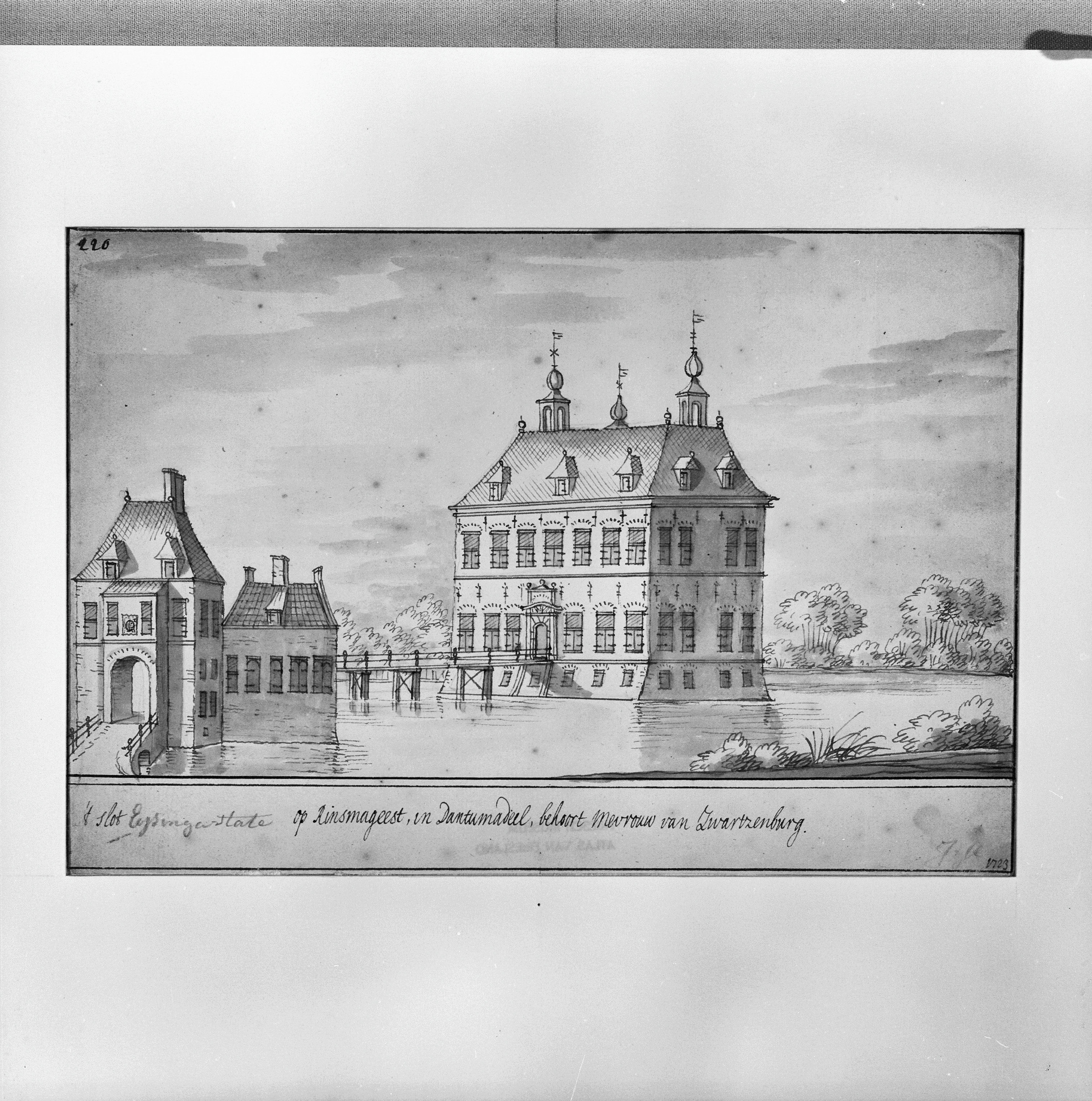
De Eysinga State op een tekening van Jacobus Stellingwerff uit 1723.
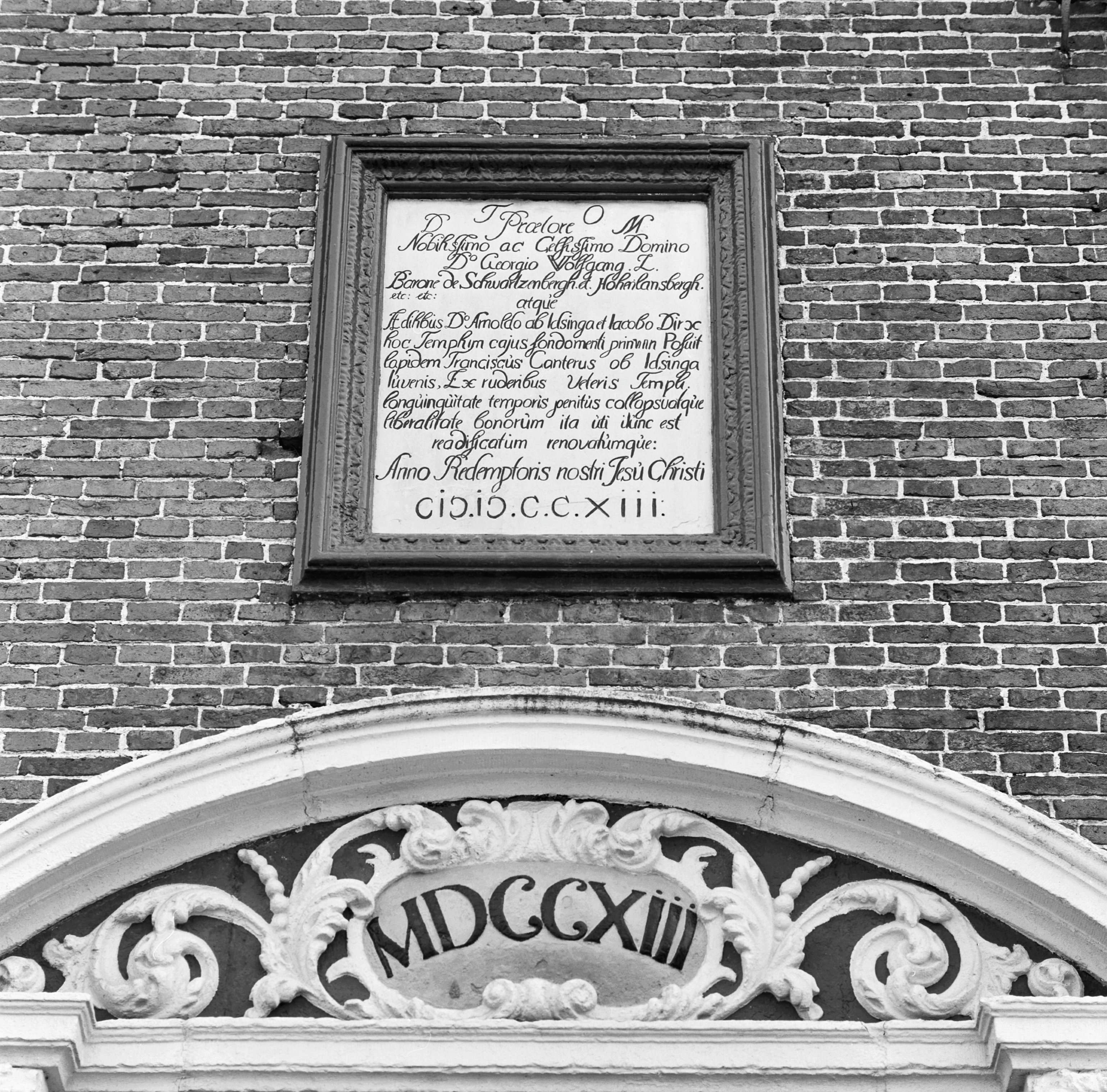
Stichtingssteen in de kerk van Driesum uit 1713 waarop Georg Wolfgang als een van de bouwheren wordt vermeld.
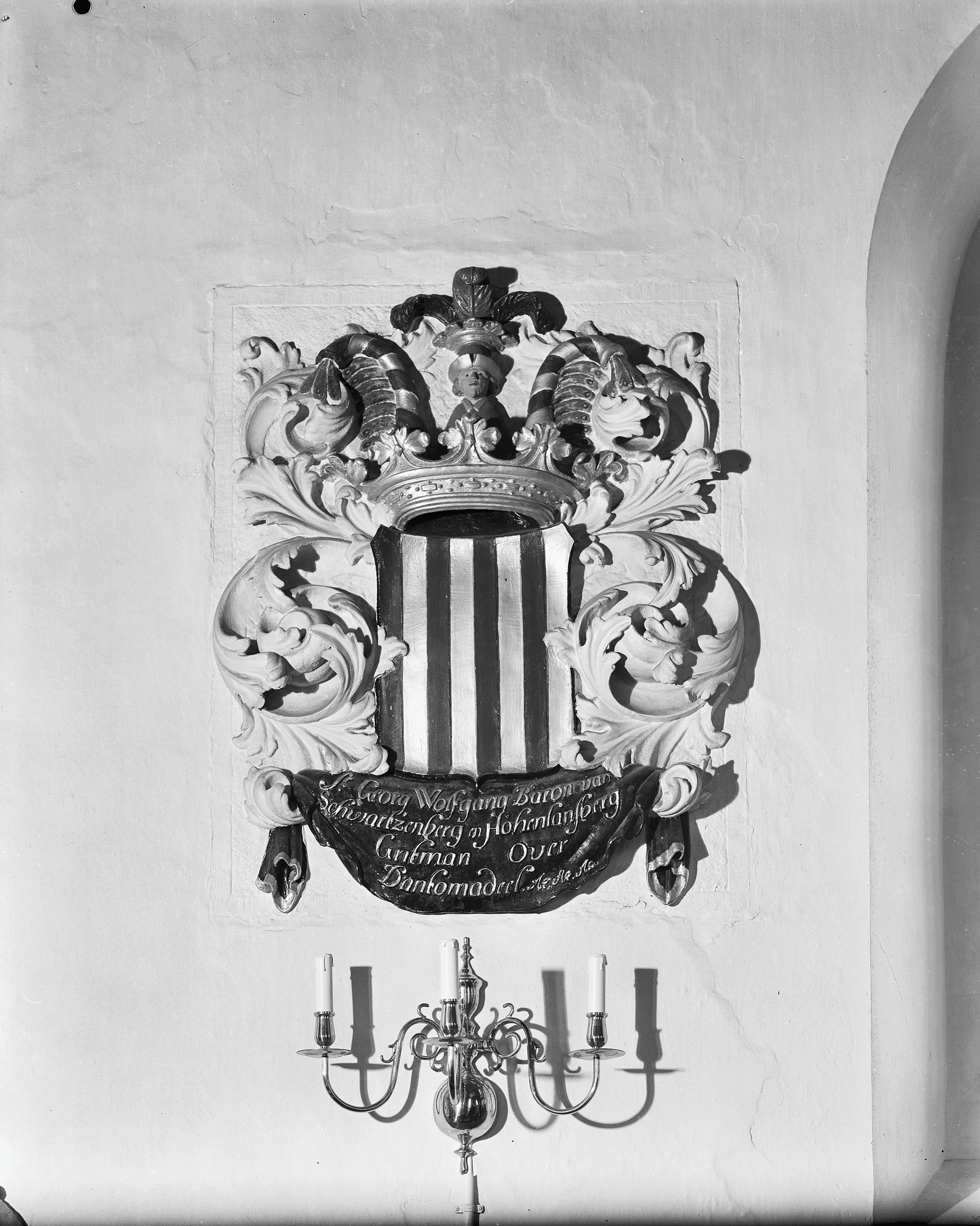
Gedenksteen voor Georg Wolfgang in de kerk van Driezum.
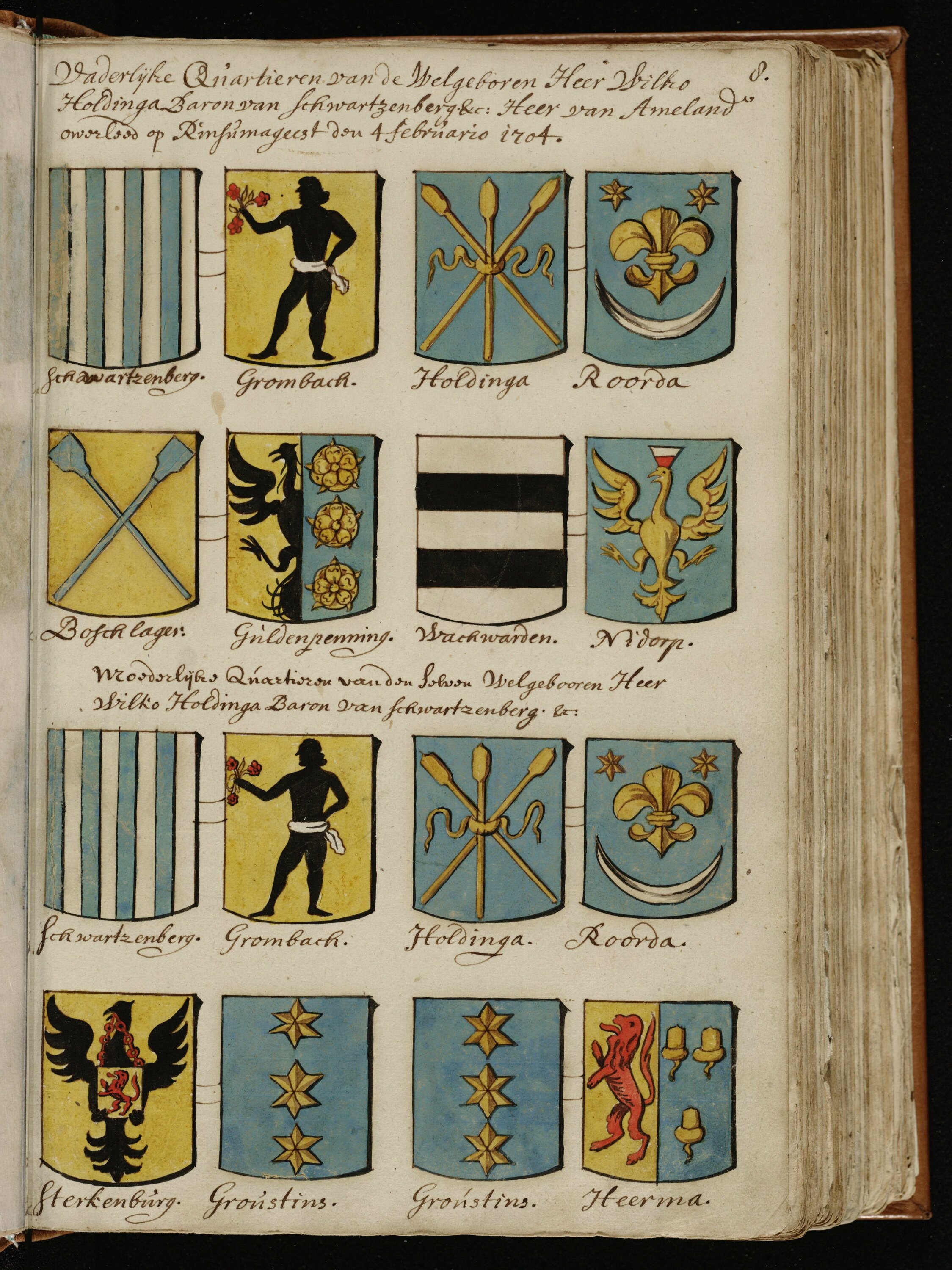
Kwartieren van Georg Wolfgangs vader in het wapenboek van Gerrit Hesman.

## Huwelijk en kinderen
Thoe Schwartzenberg en Hohenlansberg trouwde op 10 april 1729 te Voorburg met Françoise Vulson de  Saint Maurice (1705-1780), een dochter van Jacques Vulson de Saint Maurice en Susanne van Leyden van Leeuwen. Dit echtpaar kreeg zes kinderen:
- Wilco thoe Schwartzenberg en Hohenlansberg, jong overleden.
- Feddina Isabella Susanna thoe Schwartzenberg en Hohenlansberg (1730-1815), trouwde met Johan Caspar van Hirzel von Wolfingen.
- Jacoba Françoise thoe Schwartzenberg en Hohenlansberg, jong overleden.
- Georg Frederik thoe Schwartzenberg en Hohenlansberg (1733-1783), trouwde met Sophie Elisabeth gravin d'Aumale. Georg Frederik was onder meer grietman van Menaldumadeel en curator van de universiteit van Franeker. Verder stelde hij het Groot Placaat en charter-boek van Vriesland samen.
- Françoise Bernardina thoe Schwartzenberg en Hohenlansberg (1734-1811), trouwde met Isac Philip de Croije
- Suzanna thoe Schwartzenberg en Hohenlansberg (1736-1799), trouwde met Augustinus Lycklama à Nijeholt, grietman van Utingeradeel.